# Classe Hawkins
La classe Hawkins di incrociatori pesanti appartenne alla Royal Navy e fu progettata nel 1915, venendo costruita durante la prima guerra mondiale. Tutte le cinque navi della classe vennero chiamate con nomi di Ammiragli o Comandanti dell'età elisabettiana. Tre delle cinque navi rimasero in servizio come incrociatori fino allo scoppio della seconda guerra mondiale. La Effingham affondò in seguito all'impatto con uno scoglio pochi mesi dopo l'inizio del conflitto, stessa sorte capitata alla Raleigh nel 1922. Anche la Vindictive servì durante la guerra ma non più come incrociatore avendo subito pesanti modifiche. Le navi di questa classe furono alla base della definizione di incrociatore pesante adottata dal Trattato navale di Washington del 1922.

## Progetto

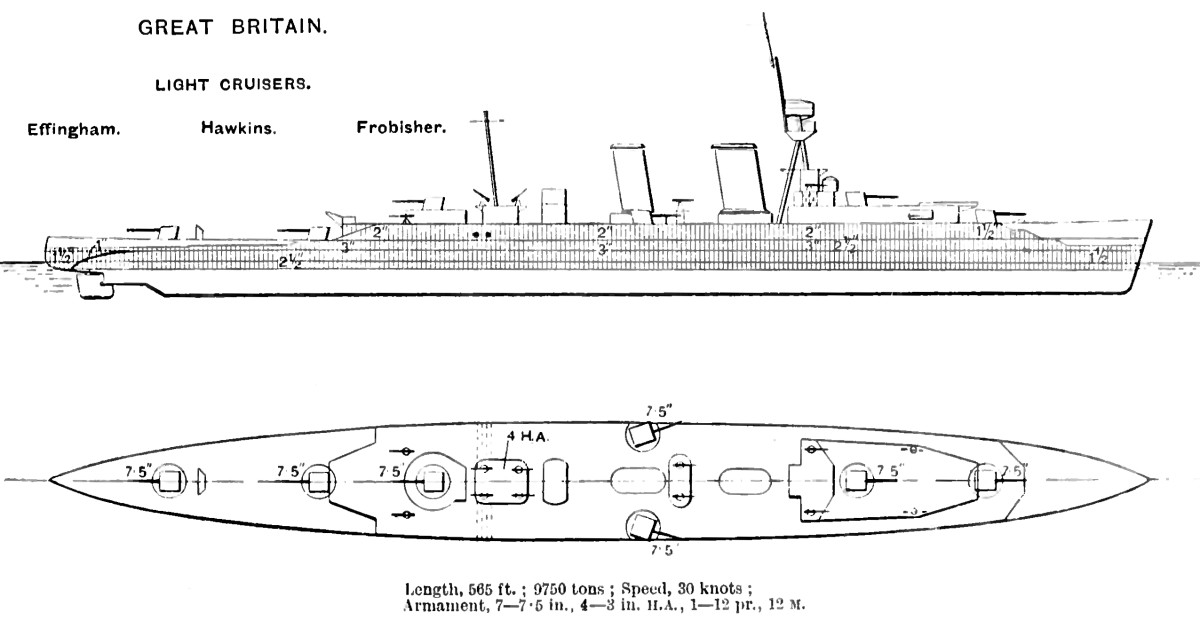
Il disegno della Classe Hawkins riportato nel 1923 da una rivista navale

La classe venne pensata come una versione migliorata della sottoclasse Birmingham degli incrociatori classe Town venendo inizialmente chiamata appunto "Tipo Birmingham migliorato". I primi disegni risalgono ad un progetto del 1912 conosciuto come "Atlantic Cruiser" ("Incrociatore Atlantico"), armato con una combinazione di pezzi da 190 e 152 mm e pensato per rispondere efficacemente agli incrociatori tedeschi armati con cannoni da 170 mm. Nel 1915 venne presentato un nuovo progetto di incrociatore per la protezione del commercio in acque lontane dalla madrepatria, per cui erano necessari un armamento pesante, grande autonomia ed alta velocità. In pratica era necessaria una nave da guerra di grandezza superiore. Il disegno della classe Hawkins fu quindi in pratica quello di un incrociatore leggero ingrandito abbastanza per soddisfare le caratteristiche richieste. La proposta di utilizzare un armamento misto con cannoni principali da 230 mm e da 150 mm venne respinta per i problemi mostrati da questa soluzione durante il conflitto mondiale. Si optò quindi per cannoni da 190 mm, controllati dall'innovativo Sistema di Controllo Fuoco.
Le caldaie vennero inizialmente progettate per essere utilizzate sia a carbone che ad olio combustibile, per assicurare un più facile approvvigionamento di carburante anche in porti lontani e sforniti di uno dei due combustibili. La potenza era di 60.000 shp per una velocità di 30 nodi (56 km/h). Solamente due navi vennero completate secondo questo progetto: la Hawkins e la Vindictive. Le altre navi della classe, completate dopo la fine del conflitto, vennero equipaggiate con caldaie solamente ad olio combustibile e la potenza venne portata a 70.000 Shp, per una velocità di 31 nodi.
Le caratteristiche delle navi di questa classe non coincidevano però con le necessità della Royal Navy nel periodo post-bellico, orientate di più verso una flotta numerosa di incrociatori più che all'uso di singole navi più potenti. Visto che demolire le navi ancora in cantiere sarebbe stato un eccessivo spreco, le ultime navi di questa classe vennero completate comunque. Essendo appena sotto le 10.000 tonnellate ed armate con cannoni da 190 mm divennero successivamente il prototipo degli incrociatori pesanti successivi, basati sulle limitazioni imposte nel 1922 dal Trattato navale di Washington

## LaVindictive

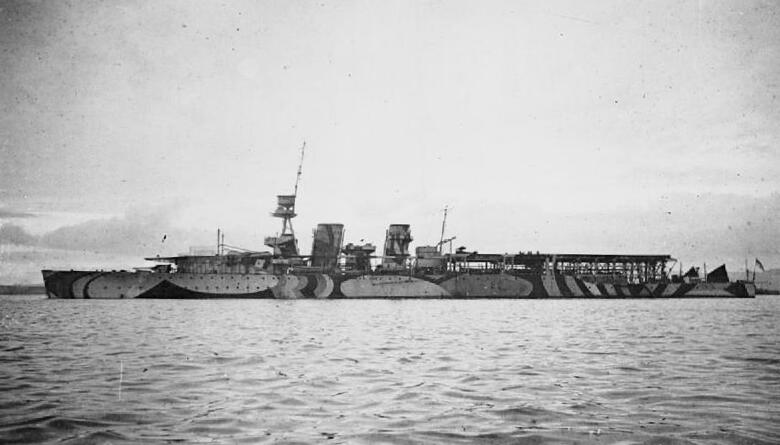
La Vindictive poco dopo la sua entrata in servizio

La quinta ed ultima nave della classe, impostata con il nome di Cavendish, venne modificata in corso di costruzione in portaerei e rinominata Vindictive per continuare il nome dell'omonimo incrociatore affondato durante il tentativo di bloccare il porto di Ostenda. La sua costruzione venne portata avanti a tappe forzate per completare la nave prima delle altre della sua classe. Ebbe una piattaforma di volo di 30 metri a prua, un ponte di atterraggio da 66 metri a poppa e un hangar da 8 velivoli. Venne armata con quattro cannoni da 190 mm e 6 da 12 libbre.
Nel 1923 venne riconvertita in incrociatore mantenendo però l'hangar e rimanendo quindi priva della torretta B, al posto della quale rimasero una gru e una catapulta per idrovolanti. Dopo il 1935 venne ulteriormente modificata ed utilizzata come nave scuola.

## Modifiche successive
Nessuna delle navi della classe venne completata con l'armamento secondario previsto dal progetto. La Hawkins ricevette solamente i cannoni da 76 mm antiaerei, mentre le navi sorelle ricevettero i cannoni da 102 mm Mark V (due sulla Raleigh e tre sulla Frobisher e la Effingham. Nel 1929 la Hawkins vide i suoi cannoni da 76 mm sostituiti da un uguale numero di cannoni da 102 come le altre navi della classe. La Frobisher venne parzialmente disarmata per essere trasformata in nave scuola nel 1932, ma ritrasformata in incrociatore nel 1937 quando la Vindictive venne demilitarizzata per assumere specificatamente quel ruolo.
Le navi vennero ritirate dal servizio e messe in vendita nel 1936 ma l'accrescersi della tensione internazionale ne bloccò la vendita. Nel 1937 la Effingham venne ricostruita come incrociatore leggero con nove cannoni da 152 mm Mark XII in installazioni singole. La sala caldaie di poppa venne rimossa insieme ad un fumaiolo. L'armamento secondario era composto da otto cannoni da 102 mm in installazioni binate ed otto Vickers-Armstrong QF 2 lb Mark VIII in due installazioni quadruple, oltre a dodici mitragliatrici Vickers da 12,7 mm in tre installazioni quadruple. I tubi lanciasiluri sommersi vennero rimossi. Ebbe inoltre un nuovo ponte e una gru, anche se la catapulta e l'aereo non vennero mai installati.
Era stato pianificato di ricostruire anche la Hawkins e la Frobisher secondo questo progetto ma altre priorità in vista della guerra ne bloccarono l'attuazione. Vennero quindi riarmate con i loro cannoni da 190 mm, eccetto sulla Frobisher dove i cannoni laterali vennero rimossi permettendo l'estensione del ponte di fuoco dei pezzi da 102 mm sulle fiancate della nave. Nel 1940 la Hawkins ricevette due installazioni di cannoni Pom-Pom quadruple e otto cannoni automatici da 20 mm, mentre la Frobisher ricevette quattro installazioni quaduple di Pom-Pom e sette cannoni automatici da 20 mm. Ebbero entrambe un radar Tipo 273 di direzione fuoco sul ponte, Tipo 286 di allerta aerea in testa d'albero, Tipo 275 per i pezzi da 102 mm e, solamente sulla Frobisher, due Tipo 282 per il controllo fuoco dei cannoni Pom-Pom. Durante la guerra venne anche aumentato il numero dei cannoni da 20 mm antiaerei.

## Navi
Nel dicembre 1915 vennero ordinate quattro navi della classe:
- Hawkins, in onore di John Hawkins, cantieri HM Dockyard di Chatham, impostata il 3 giugno 1916, varata il 1º ottobre 1917 e completata il 19 luglio 1919. Venduta per essere demolita il 26 agosto 1947.
- Raleigh, in onore di Walter Raleigh, cantieri William Beardmore & Company a Dalmuir, impostata il 4 ottobre 1916, varata il 28 agosto 1919 e completata nel luglio 1921. Affondata presso Point Amour, nella baia di Forteau in Labrador l'8 agosto 1922, recuperata e demolita nel settembre 1926.
- Frobisher, in onore di Martin Frobisher, cantiere HM Dockyard di Devonport, impostata il 2 agosto 1916, varata il 20 marzo 1920, completata il 3 ottobre 1924. Venduta per essere demolita il 26 marzo 1949.
- Effingham, in onore di Lord Effingham, cantiere HM Dockyard di Portsmouth, impostata il 2 aprile 1917, varata l'8 giugno 1921, completata il 9 luglio 1925. Modificata in incrociatore leggero nel 1937 e incagliata al largo di Bodø il 18 maggio 1940. Affondata il 21 maggio dal fuoco del cacciatorpediniere Matabele.

Una quinta nave venne ordinata nell'aprile 1916 ma completata come portaerei:
- Cavendish, in onore di Thomas Cavendish, cantieri Harland & Wolff di Belfast, impostata nel luglio 1916, riprogettata come portaerei, varata il 17 gennaio 1918, ribattezzata Vindictive il 29 giugno seguente e completata nell'ottobre. Riconvertita in incrociatore tra il 1923 ed il 1925, in nave scuola nel 1937, in nave riparazioni nel 1940, nave appoggio per cacciatorpediniere nel 1944. Venduta per essere demolita nel 1946.